# Lodewijk Beltrán

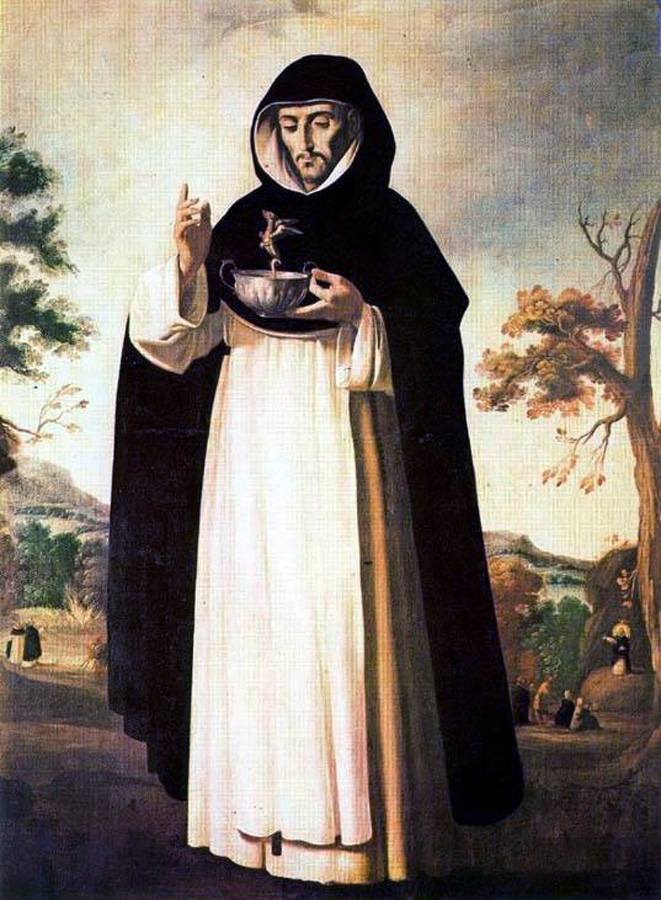
Lodewijk Beltrán

De heilige Ludovicus Beltrán (1526-1581) (Luis Beltrán) is de apostel van Colombia. Opvallend aan deze heilige is dat zijn attribuut een pistool is. Heel toepasselijk voor een gebied dat door regelmatige gewelddadigheden wordt geplaagd.
Beltrán werd geboren te Valencia in 1526. In 1544 trad hij toe tot de orde van de dominicanen. Hij had een zwakke gezondheid, maar een zeer overheersende persoonlijkheid. Als Dominicaan had hij moeite met het gehoorzamen van zijn oversten, maar zelf eiste hij van zijn novicen kadaverdiscipline. Het is altijd wonderlijk om te zien dat ook op het eerste gezicht onsympathieke figuren de heiligenkalender hebben gehaald. Het is echter even opvallend dat juist tussen deze "rouwdouw-heiligen" mensen zitten die in korte tijd enorm veel  voor de Kerk bereikt hebben. Van bijvoorbeeld de heiligen Birgitta van Zweden, Catharina van Siena, Johannes van het Kruis en Bernard van Clairvaux is bekend dat zij allen zeer moeilijke karakters hadden.
In 1562 begon Beltrán met zijn missie-arbeid in het Spaanse gedeelte van Zuid-Amerika. Tienduizenden Indianen bekeerden zich op zijn prediking tot het christendom. Verschillende malen probeerde men hem te vergiftigen, maar hij overleefde het telkens weer. Als een van de weinige missionarissen keerde hij zelfs behouden terug in Spanje, waar hij nog jaren prior was in Valencia.
Hij werd in 1671 door Clemens X heilig verklaard. Zijn feestdag is 10 oktober.
- Biblioteca Nacional de España: XX1008713
- Bibliothèque nationale de France: cb12507676w (data)
- Catàleg d'autoritats de noms i títols de Catalunya: 981058512206306706
- Gemeinsame Normdatei: 139406263
- International Standard Name Identifier: 0000 0001 1627 9454
- Library of Congress Control Number: nr2002019794
- Nederlandse Thesaurus van Auteursnamen: 089372077
- Système universitaire de documentation: 060370580
- Union List of Artist Names: 500354192
- Virtual International Authority File: 41776551
- WorldCat: E39PBJvt6cq93t4jPgH8tgBF8C